# Planten un Blomen
Planten un Blomen är en botanisk trädgård och en park i centrala Hamburg i Tyskland. Nuvarande parken började anläggas i samband med Internationale Gartenbauausstellung (IGA) 1953, 1963 och 1973. Planten un Blomen är lågtysk dialekt och betyder på standardtyska Pflanzen und Blumen (svenska: plantor och blommor). Namnet introducerades på 1930-talet.

## Historik
År 1821 började planteringsarbetena för Hamburgs botaniska trädgård i stadens gamla bastion från 1600-talet. Då planterades en platan som fortfarande finns kvar. 1863 öppnade i närheten en djurpark, där en av de första direktörerna var Alfred Brehm (författare till Brehms Tierleben - Djurens liv). 1886 utökades området med Hamburgs gamla botaniska trädgården. På 1930-talet avvecklades den zoologiska trädgården och marken omgestaltades till en nöjespark. Åren 1934 till 1935 arrangerades här "Niederdeutsche Gartenschau" under den officiella beteckningen Planten un Blomen.

## Parken idag
Genom IGA 1953, 1963 och 1973 har parken genomgått flera genomgripande förändringar och har sedan dess utökats och omgestaltats kontinuerligt. Området omfattar idag en yta av 47 hektar och ligger i stadsdelen Hamburg-Neustadt i direkt anslutning till järnvägsstationen Bahnhof Hamburg Dammtor.
Vid sidan om planteringarna märks bland annat anlagda sjöar och vattendrag och en japansk landskapspark med tehus, som räknas till Europas största. Dessutom ligger i parken en uppskattad vatten-ljus-orgel, musikpaviljonger, friluftsteater, lekplatser, bangolf och ett flertal restauranger och kaféer. I västra delen av parken står Heinrich-Hertz-Turm, Hamburgs TV-torn och i det centrala området finns ett komplex bestående flera växthus med tropiska växter. År 1994 tillkom en klassisk rosenträdgård med omkring 300 olika rosväxter på en yta av 5 000 m².

## Bilder

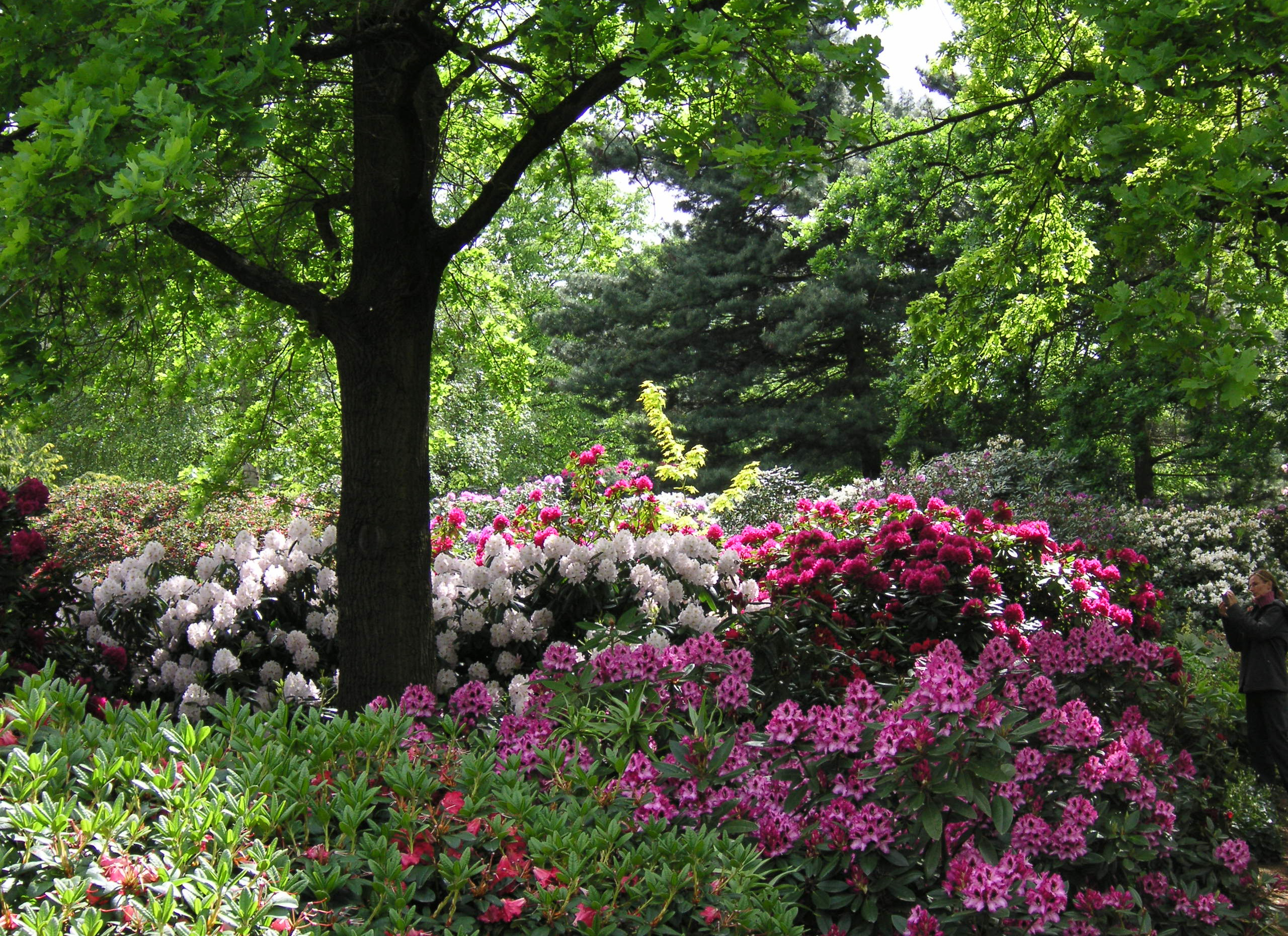
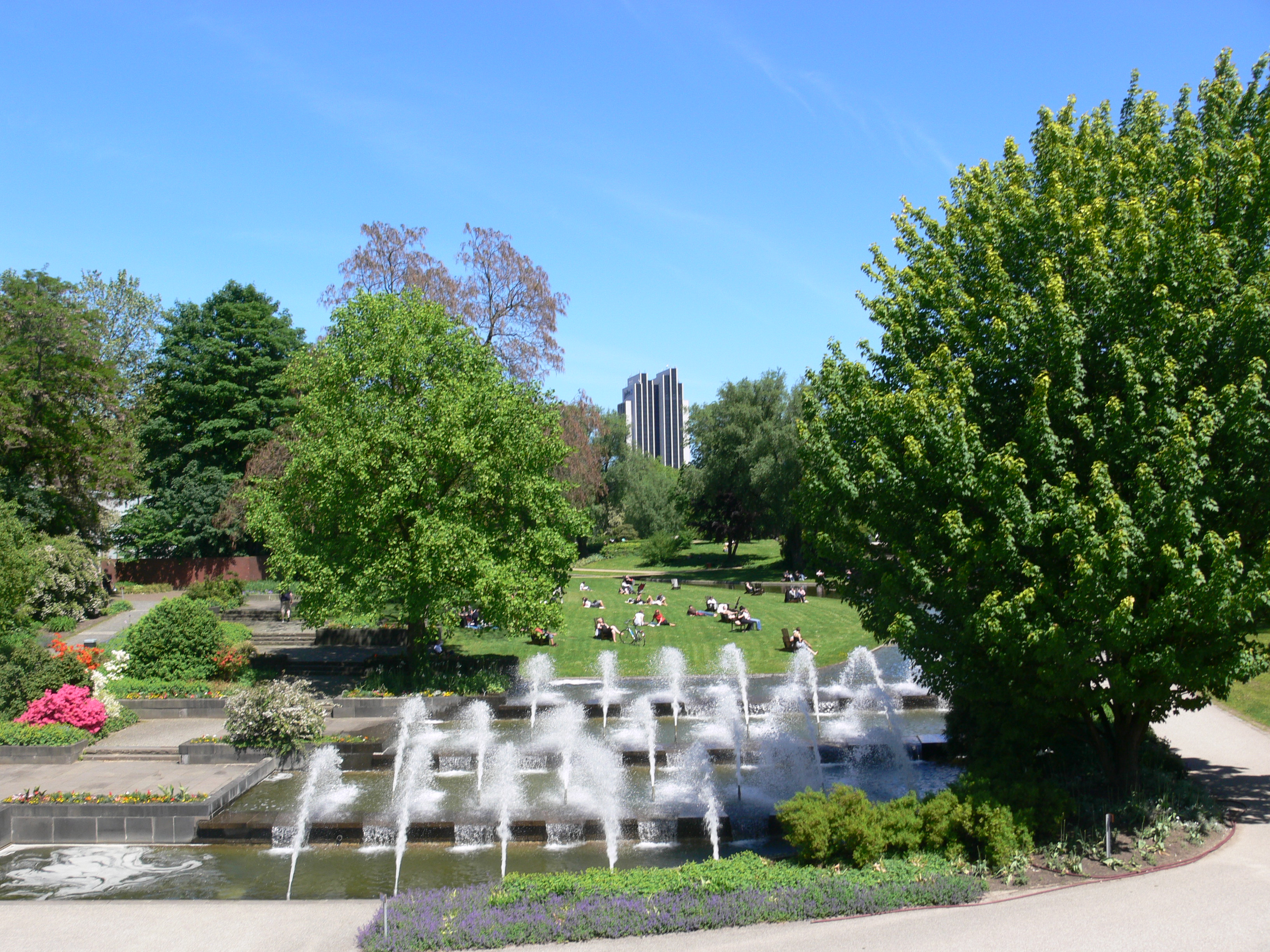
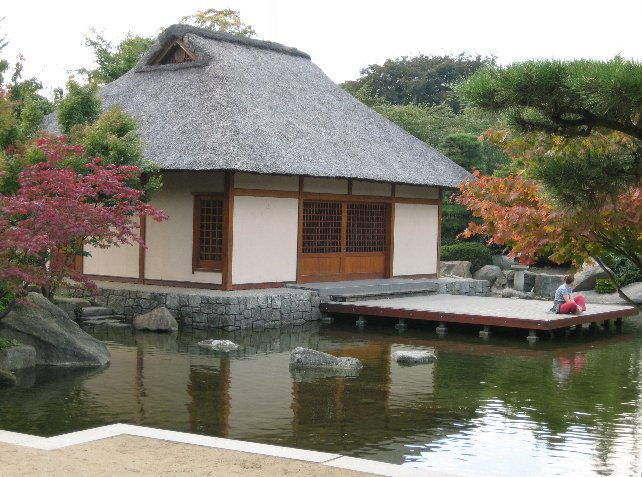
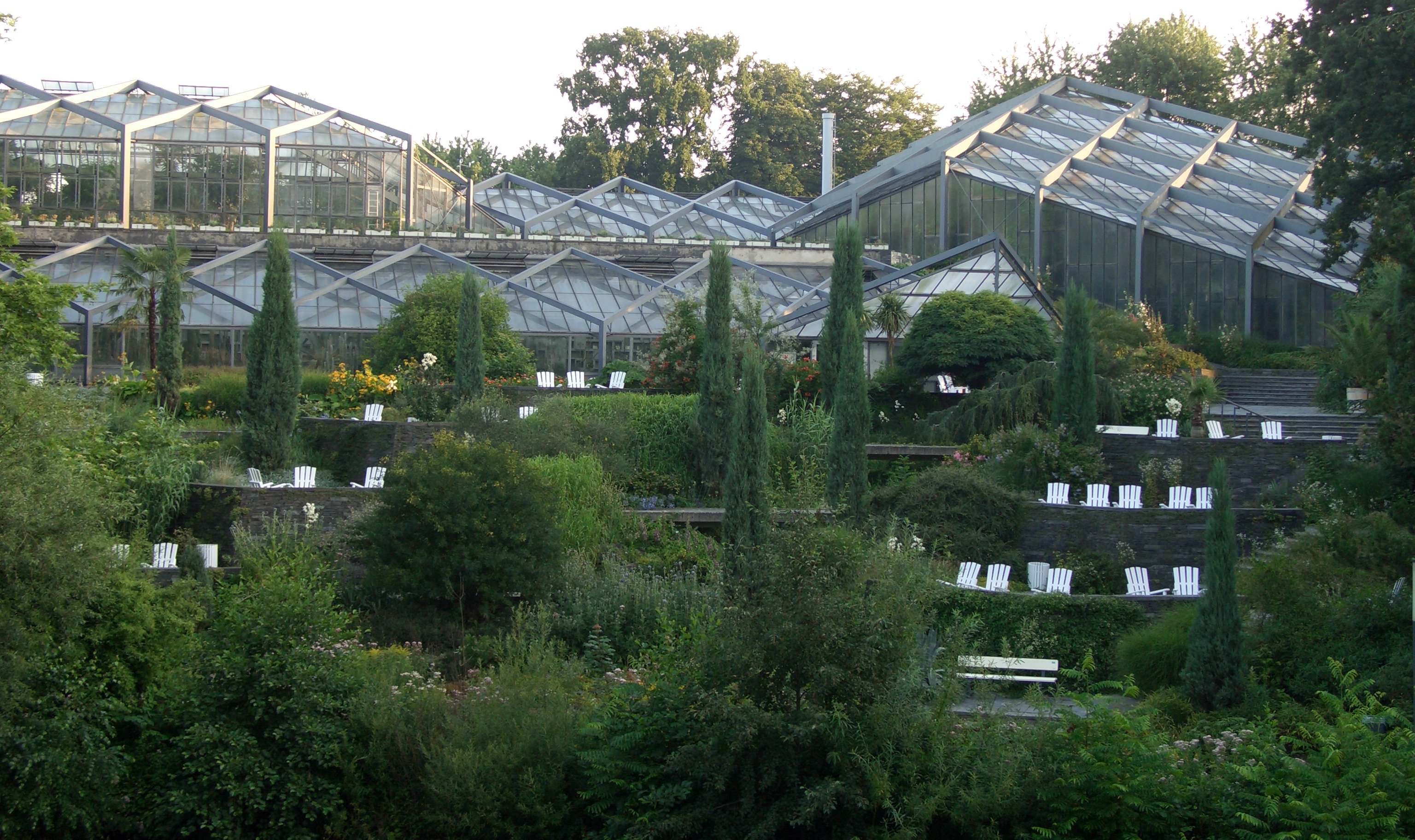
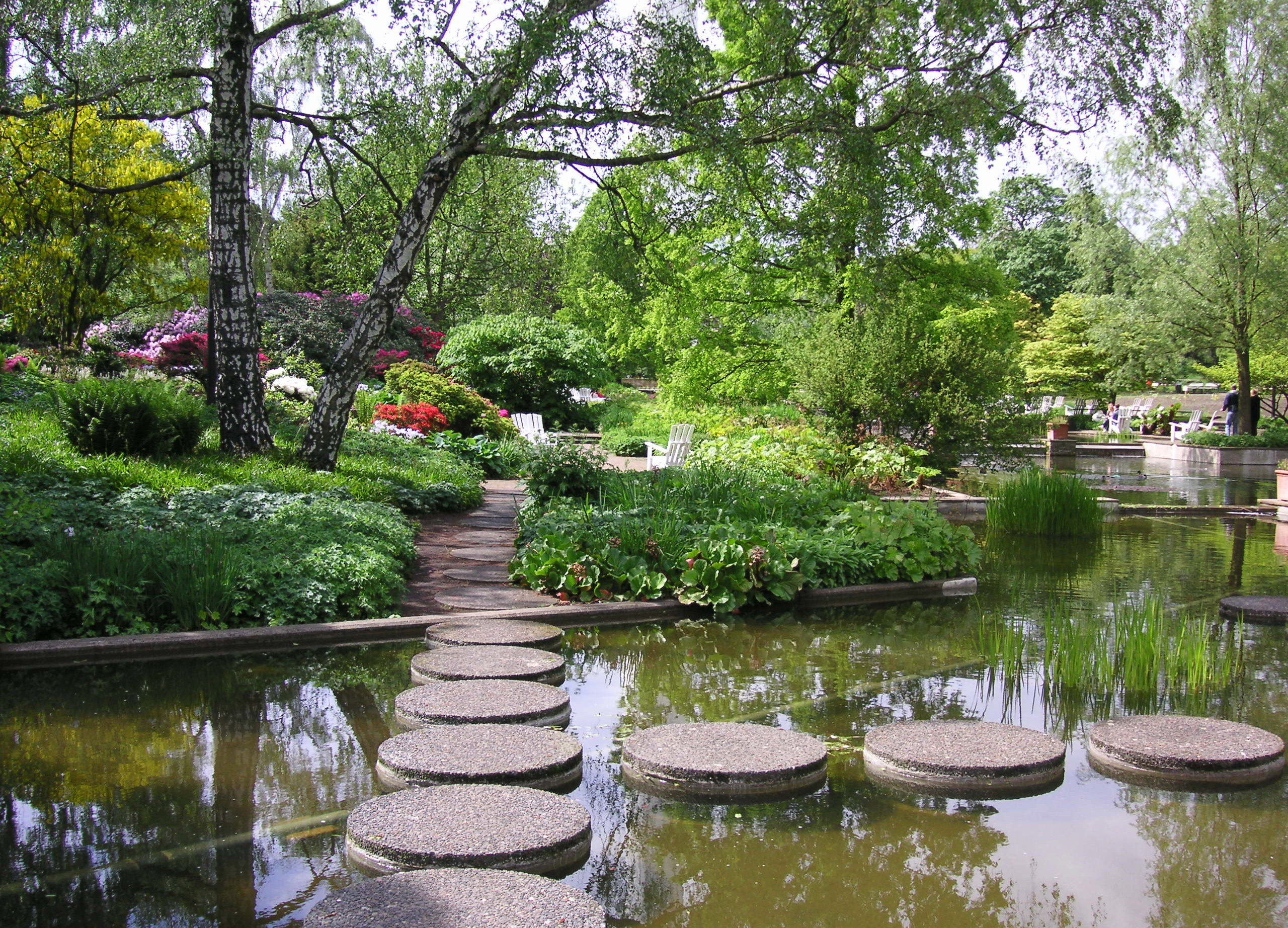
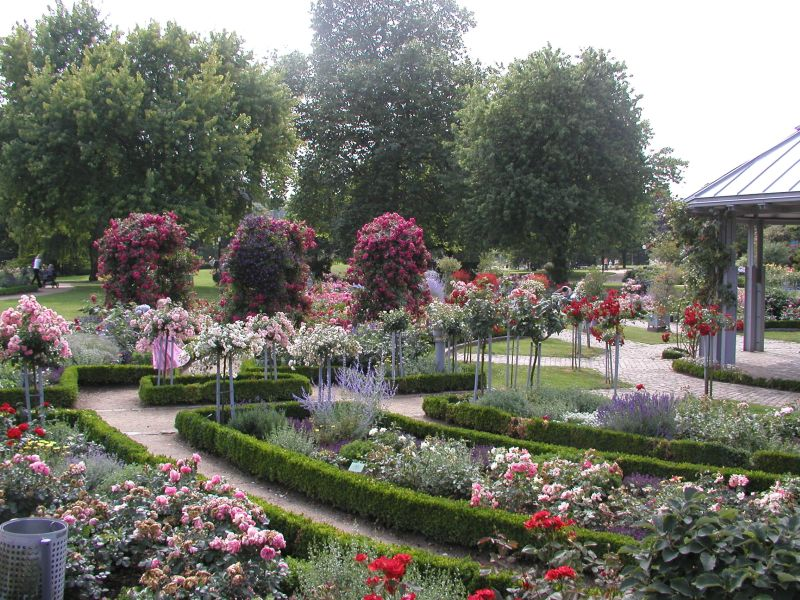
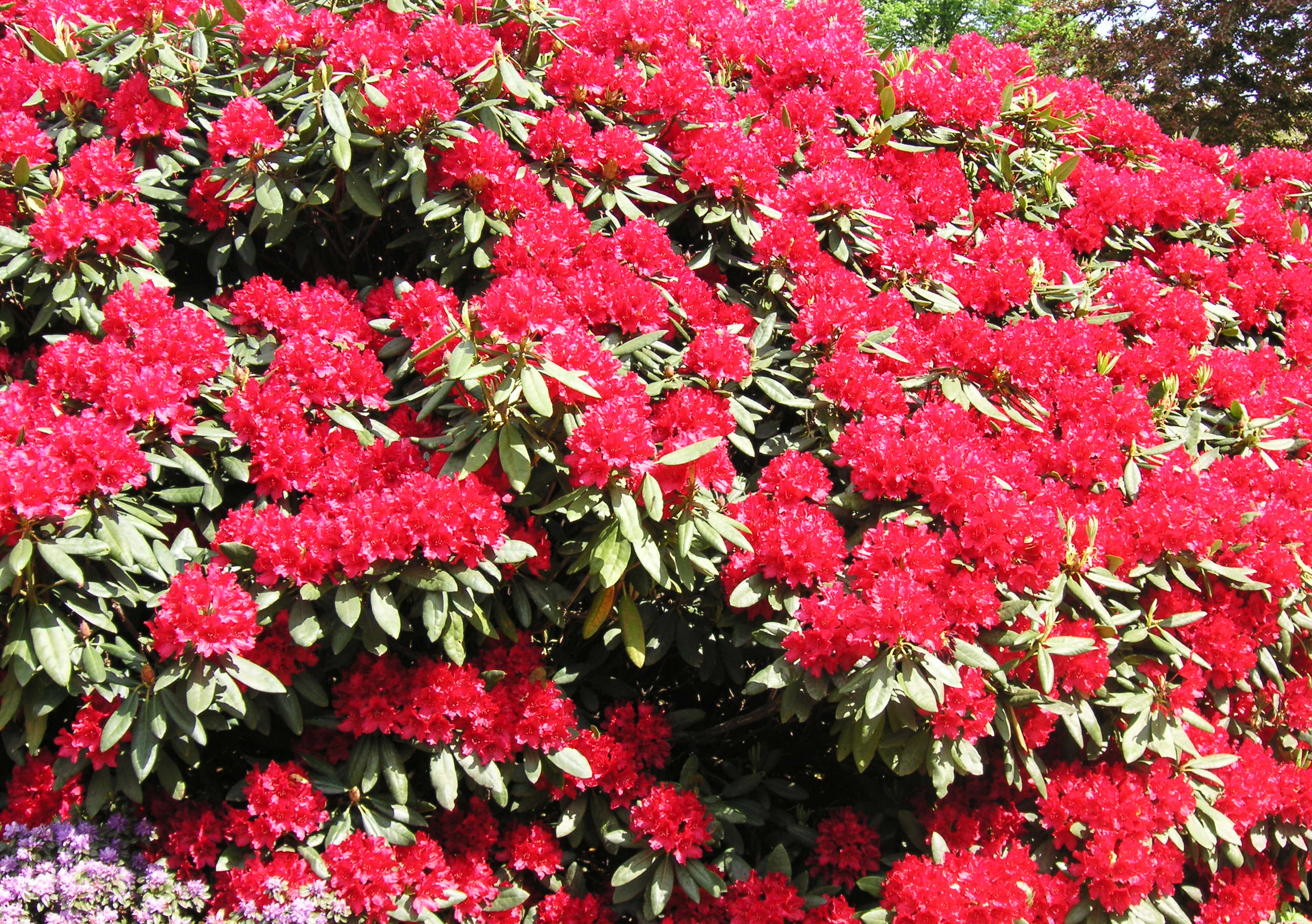
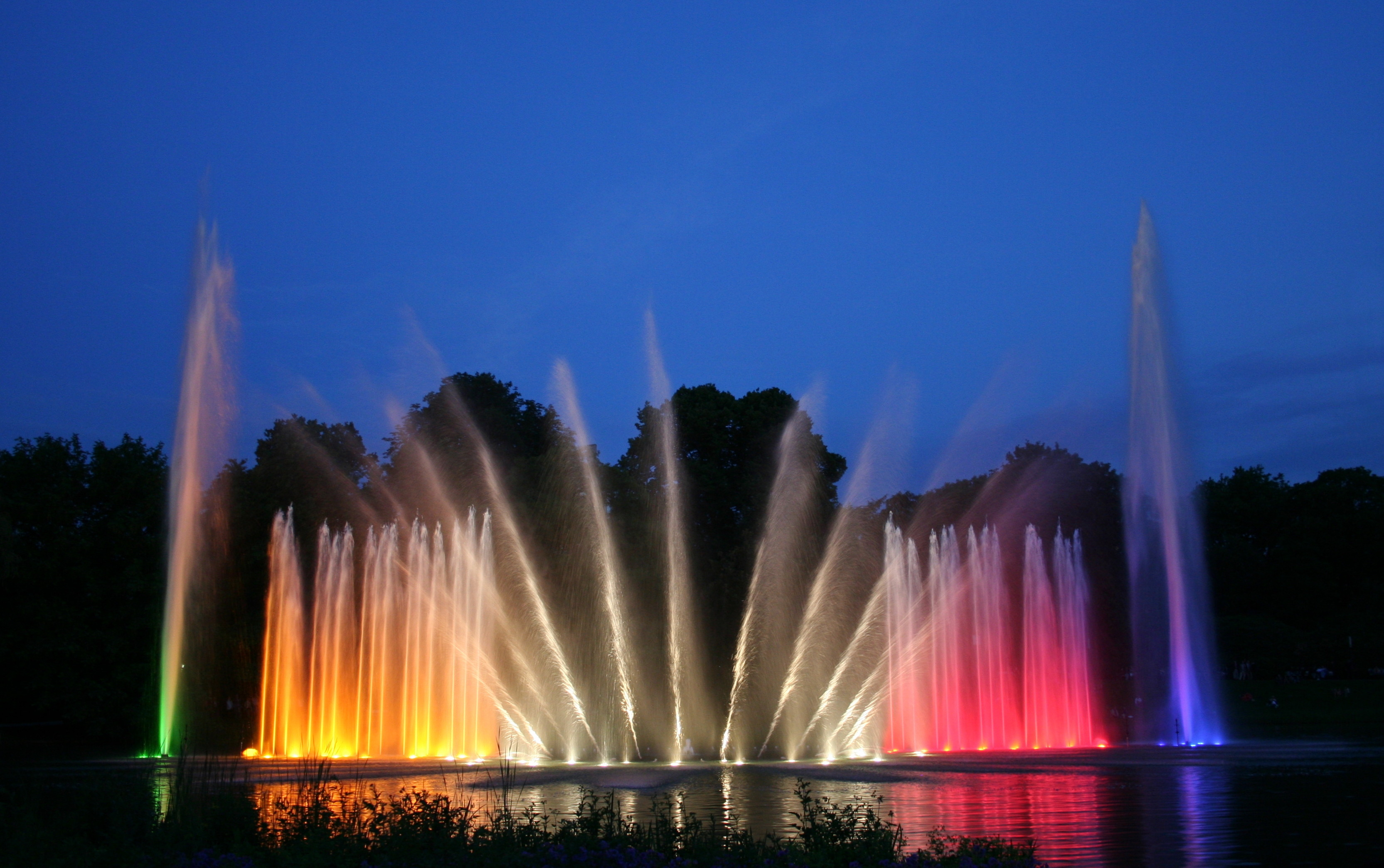